# Willi Steuri
Willi Steuri   (Zermatt, 4 de març de 1912 - 1978) va ser un esquiador suís que va competir durant la dècada de 1930.
Entre 1931 i 1937 guanyà sis medalles al Campionat del Món d'esquí alpí, una de plata i cinc de bronze.